# Northfield (condado de Franklin)
Northfield es un lugar designado por el censo ubicado en el condado de Franklin en el estado estadounidense de Massachusetts. En el Censo de 2010 tenía una población de 1.089 habitantes y una densidad poblacional de 93,85 personas por km².

## Geografía
Northfield se encuentra ubicado en las coordenadas 42°42′50″N 72°25′22″O / 42.71389, -72.42278. Según la Oficina del Censo de los Estados Unidos, Northfield tiene una superficie total de 11.6 km², de la cual 11.56 km² corresponden a tierra firme y (0.4%) 0.05 km² es agua.

## Demografía
Según el censo de 2010, había 1.089 personas residiendo en Northfield. La densidad de población era de 93,85 hab./km². De los 1.089 habitantes, Northfield estaba compuesto por el 97.98% blancos, el 0.09% eran afroamericanos, el 0.37% eran amerindios, el 0.37% eran asiáticos, el 0% eran isleños del Pacífico, el 0.18% eran de otras razas y el 1.01% pertenecían a dos o más razas. Del total de la población el 0.83% eran hispanos o latinos de cualquier raza.